# Норт Колдвел (Њу Џерзи)
Норт Колдвел (енгл. North Caldwell) град је у америчкој савезној држави Њу Џерзи.

## Демографија
По попису из 2010. године број становника је 6.183, што је 1.192 (-16,2%) становника мање него 2000. године.
| Група             | 2000.         | 2010.         |
| Белци             | 5.754 (78,0%) | 5.473 (88,5%) |
| Афроамериканци    | 1.070 (14,5%) | 45 (0,7%)     |
| Азијати           | 347 (4,7%)    | 354 (5,7%)    |
| Хиспаноамериканци | 159 (2,2%)    | 260 (4,2%)    |
| Укупно            | 7.375         | 6.183         |